# ダヴィー・ゼルケ
ダヴィー・ゼルケ（Davie Selke, 1995年1月20日 - ）は、ドイツ・バーデン＝ヴュルテンベルク州ショルンドルフ出身のサッカー選手。ブンデスリーガ・ハンブルガーSV所属。ポジションはFW。

## クラブ経歴

### ブレーメン
地元のユースクラブを渡り歩いたのち、自身もファンであるVfBシュトゥットガルトのユースに入団したが13歳の頃に契約が打ち切られる。その後FCノルマニア・グミュントを経て、2009年に14歳でホッフェンハイムに加入。2012-13シーズンにはヴェルダー・ブレーメンに移籍を果たした。

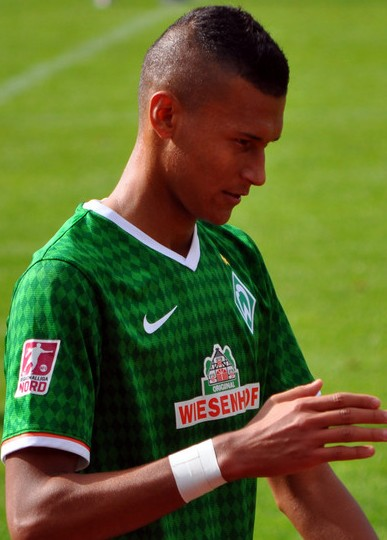
ヴェルダー・ブレーメンでのゼルケ

ホッフェンハイムとブレーメンのユースで52試合に出場して34ゴールを決めると、2013年からトップチーム入りして11月3日のハノーファー96戦でデビューした。
2014年9月20日、アウスブルク戦でプロ初得点を記録した。

### RBライプツィヒ

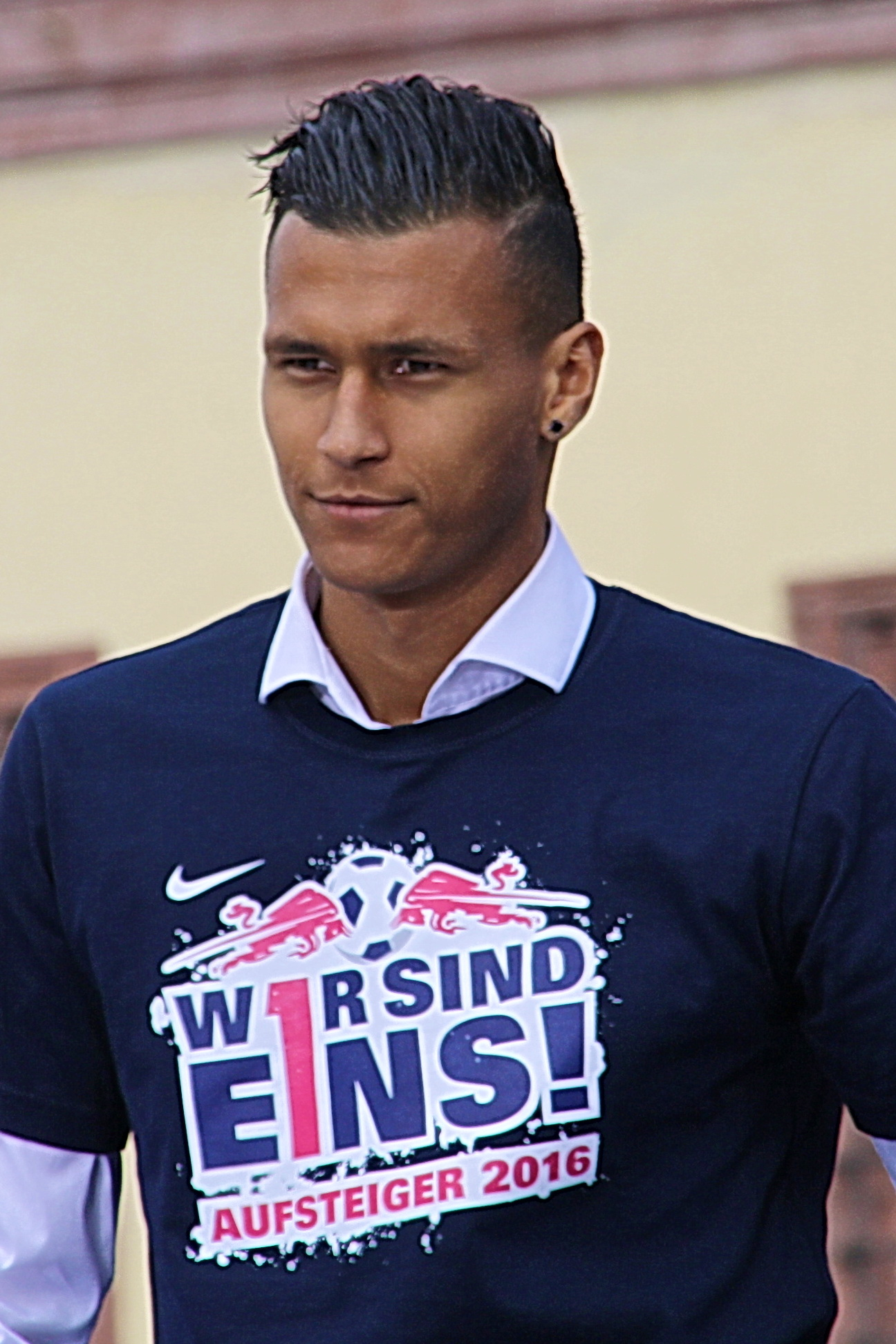
ライプツィヒでのゼルケ

2015年4月1日、前年の9月にブレーメンと契約を延長していたにもかかわらず、2015-16シーズンからRBライプツィヒでプレーすることが決定した。5年契約で移籍金は800万ユーロ、ゼルケの報酬は1,000万ユーロとされ、これはブンデスリーガ2部史上最も高額な契約だった。
しかし、約半年前に契約を延長しトップチーム定着から僅か1年での移籍、なによりも当時ライプツィヒは歴史的にまだ浅いにも関わらず親会社の恵まれた資金によって急激に力を伸ばしており、クラブチーム名も企業名の略称である「RB」を事実上盛り込んでいた（Rasen Ballsportの頭文字であるとして規則抵触は回避している）ため国内から批判的な声が上がっていたチームへの移籍は多くのサポーターから批判と嘲笑された。
2015年8月3日、グロイター・フュルト戦で移籍後初ゴールを決めた。
このシーズンはリーグ戦で10得点を挙げてライプツィヒの1部昇格に貢献するも翌シーズンはトップチームでの出場機会が減り、先発出場も4試合と極端に少なくなった。

### ヘルタ
2017年6月1日、ヘルタ・ベルリンへ完全移籍した。
しかし、翌月にゼルケはトレーニングで中足骨の損傷を負い、その後の検査で骨髄浮腫と診断されたため数週間の離脱を余儀なくされた 。
12月17日、ヘルタに移籍してから初めてライプツィヒと対戦したゼルケは、試合前に「古巣クラブ相手にゴールを決めたらお祝いする」と宣言し、前半6分に先制点を挙げた。しかし、その直後にジョーダン・トルナリガが退場となったことで数的不利な状況になってしまったが、後半にも再びゴールを決めてヘルタを3-2の勝利に導いた。
2018年3月14日、3ヶ月間ゴールネットを揺らすことができずにいたゼルケは、ケルン戦で2得点を決めて2-1の勝利に貢献した。また、そのうちの２つ目のゴールはヘルタのホーム戦におけるブンデスリーガ通算1,000ゴール目だった。

### ブレーメン復帰
2020年1月31日、ブレーメンへ1年半のレンタル契約で移籍し、3年半ぶりに古巣へ復帰することとなった。この契約には、ローン終了時にブレーメンがブンデスリーガに残留していた場合に買取義務のオプションも付随していたが、最終的にブレーメンは2020-21シーズンに2部リーグに降格したため完全移籍することはなく保有権を持つヘルタに戻った。

### ヘルタ帰還
2022年5月11日、ヘルタに帰還したゼルケはブンデスリーガ200試合目の出場となったバイエルン戦でPKを決めてシーズン初ゴールを決めるも、チームは2-3で敗れた。

### ケルン
2023年1月2日、1.FCケルンへの完全移籍が発表された。

## 代表経歴
ドイツ代表として各年代でプレーし、2014年、UEFA U-19欧州選手権に出場し、6得点を記録し優勝に貢献、自身も得点王と大会MVPを獲得した。

## 人物
- お手本とする人物にマリオ・ゴメス[1]とマリオ・マンジュキッチ[20]を挙げている。ゴメスに対しては「常に多くの期待を背負い、それでいて批判されることも多かったが彼は気にせず自分の仕事をして、いつも強い。」マンジュキッチに対しては「彼は何度も何度も自分を犠牲にして、ボールを失わないんだ。」と述べている。

- U-19欧州選手権前までは3部リーグの控えで無名の選手だったが、大会後に得点王と最優秀選手というスター選手としてブレーメンに戻ってくると、地元ではゼルケの髪型が「ゼルケカット」と呼ばれて有名になった[20]。

- RBライプツィヒがブンデスリーガ昇格を決めた試合後の祝勝会で、ゼルケがライプツィヒの監督であるラルフ・ラングニックをビール瓶を持って追いかけたことでラングニックは左足のハムストリングを痛めてしまった[21]。

## 個人成績
2023年1月3日現在 
| クラブ            | シーズン   | リーグ            | リーグ戦 | リーグ戦 | カップ戦 | カップ戦 | 欧州カップ | 欧州カップ | 通算 | 通算 |
| クラブ            | シーズン   | リーグ            | 出場     | 得点     | 出場     | 得点     | 出場       | 得点       | 出場 | 得点 |
| ----------------- | ---------- | ----------------- | -------- | -------- | -------- | -------- | ---------- | ---------- | ---- | ---- |
| ブレーメン        | 2013–14    | ブンデスリーガ    | 3        | 0        | 0        | 0        | -          | -          | 3    | 0    |
| ブレーメン        | 2014-15    | ブンデスリーガ    | 30       | 9        | 3        | 1        | -          | -          | 33   | 10   |
| ブレーメン        | クラブ通算 | クラブ通算        | 33       | 9        | 3        | 1        | -          | -          | 36   | 10   |
| ライプツィヒ      | 2015-16    | 2. ブンデスリーガ | 30       | 10       | 2        | 0        | -          | -          | 32   | 10   |
| ライプツィヒ      | 2016-17    | ブンデスリーガ    | 21       | 4        | 0        | 0        | -          | -          | 21   | 4    |
| ライプツィヒ      | クラブ通算 | クラブ通算        | 51       | 14       | 2        | 0        | -          | -          | 53   | 14   |
| ヘルタ・ベルリン  | 2017-18    | ブンデスリーガ    | 27       | 10       | 1        | 0        | 3          | 4          | 31   | 14   |
| ヘルタ・ベルリン  | 2018-19    | ブンデスリーガ    | 30       | 3        | 2        | 1        | -          | -          | 32   | 4    |
| ヘルタ・ベルリン  | 2019-20    | ブンデスリーガ    | 19       | 1        | 2        | 0        | -          | -          | 21   | 1    |
| ヘルタ・ベルリン  | 2021-22    | ブンデスリーガ    | 25       | 4        | 3        | 1        | -          | -          | 28   | 5    |
| ヘルタ・ベルリン  | 2022-23    | ブンデスリーガ    | 13       | 1        | 1        | 1        | -          | -          | 14   | 2    |
| ヘルタ・ベルリン  | クラブ通算 | クラブ通算        | 114      | 19       | 9        | 3        | 3          | 4          | 126  | 26   |
| ブレーメン (loan) | 2019-20    | ブンデスリーガ    | 11       | 0        | 2        | 1        | -          | -          | 13   | 1    |
| ブレーメン (loan) | 2020-21    | ブンデスリーガ    | 23       | 3        | 3        | 0        | -          | -          | 26   | 3    |
| ブレーメン (loan) | クラブ通算 | クラブ通算        | 67       | 12       | 8        | 2        | -          | -          | 75   | 14   |
| 1.FCケルン        | 2022-23    | ブンデスリーガ    |          |          |          |          |            |            |      |      |
| 1.FCケルン        | クラブ通算 |                   |          |          |          |          |            |            |      |      |
| 総通算            | 総通算     | 総通算            | 232      | 45       | 19       | 5        | 3          | 4          | 254  | 54   |

## タイトル

### 代表
- UEFA U-19欧州選手権（2014年）
- UEFA U-21欧州選手権（2017年）

### 個人
- UEFA U-19欧州選手権・得点王（2014年）
- UEFA U-19欧州選手権・MVP（2014年）

## 代表歴

### 出場大会
- U-19ドイツ代表
  - 2014年 - UEFA U-19欧州選手権2014（優勝）
- U-21ドイツ代表
  - 2017年 - UEFA U-21欧州選手権2017（優勝）
- U-23ドイツ代表
  - 2016年 - 2016年リオデジャネイロオリンピックのサッカー競技・男子（銀メダル）